# Junty Ofensywy Narodowo-Syndykalistycznej
Junty Ofensywy Narodowo-Syndykalistycznej (JONS; hiszp. "Juntas de Ofensiva Nacional-Sindicalista") – skrajnie prawicowa partia polityczna o profilu narodowo-syndykalistycznym i faszystowskim, działająca w latach 30. w Hiszpanii.

## Historia i ideologia
JONS powstały w październiku 1931 roku. Ich założycielem byli Ramiro Ledesma Ramos i Onezym Redondo Ortega. Organizacja powstała w dobie pierwszych reform Manuela Azañy i proklamacji republiki.
JONS uchodziły za ugrupowanie faszystowskie, które odpowiadało specyfice hiszpańskiej. Jej członkowie opowiadali się za stosowaniem przemocy jako narzędzia walki politycznej, jako pierwsi używali symbolu "jarzma", jawnie okazywali sympatię dla Mussoliniego i Hitlera, a nawet ZSRR (ze względu na totalitaryzm, który promowano).
Podczas tajnego kongresu, który odbył się w dniach 12-13 lutego 1934 roku, JONS podjęła decyzję o połączeniu się z Falangą, której przywódcą był José Antonio Primo de Rivera. Oficjalnie do połączenia ugrupowań doszło 4 marca 1934 roku.

## JONS i przemoc
Ramiro Ledesma Ramos, lider partii, napisał podręcznik o przemocy jako narzędziu walki politycznej. Działacze JONS używali siły m.in. przy okazji demonstracji lewicowych oraz przy okazji rozprowadzania propagandy partyjnej. W maju 1932 roku w walkach ulicznych zginął pierwszy członek ugrupowania. Stało się to podczas strzelaniny z funkcjonariuszem policji miejskiej w Valladolid.
W marcu 1933 roku uzbrojony w karabin działacz JONS ranił trzech studentów Uniwersytetu w Madrycie.